# Bjerre (plaats)
Bjerre is een plaats in de Deense regio Midden-Jutland, gemeente Hedensted, en telt 428 inwoners (2008).